# Long Beach (Nowy Jork)
Long Beach – miasto w Stanach Zjednoczonych, w stanie Nowy Jork, w hrabstwie Nassau. W 2000 r. miasto to na powierzchni 10,1 km² zamieszkiwało 35 462 osób.
Miasto Long Beach to znane kąpielisko oraz ośrodek wypoczynkowy w stanie Nowy Jork.